# Rokkestenen

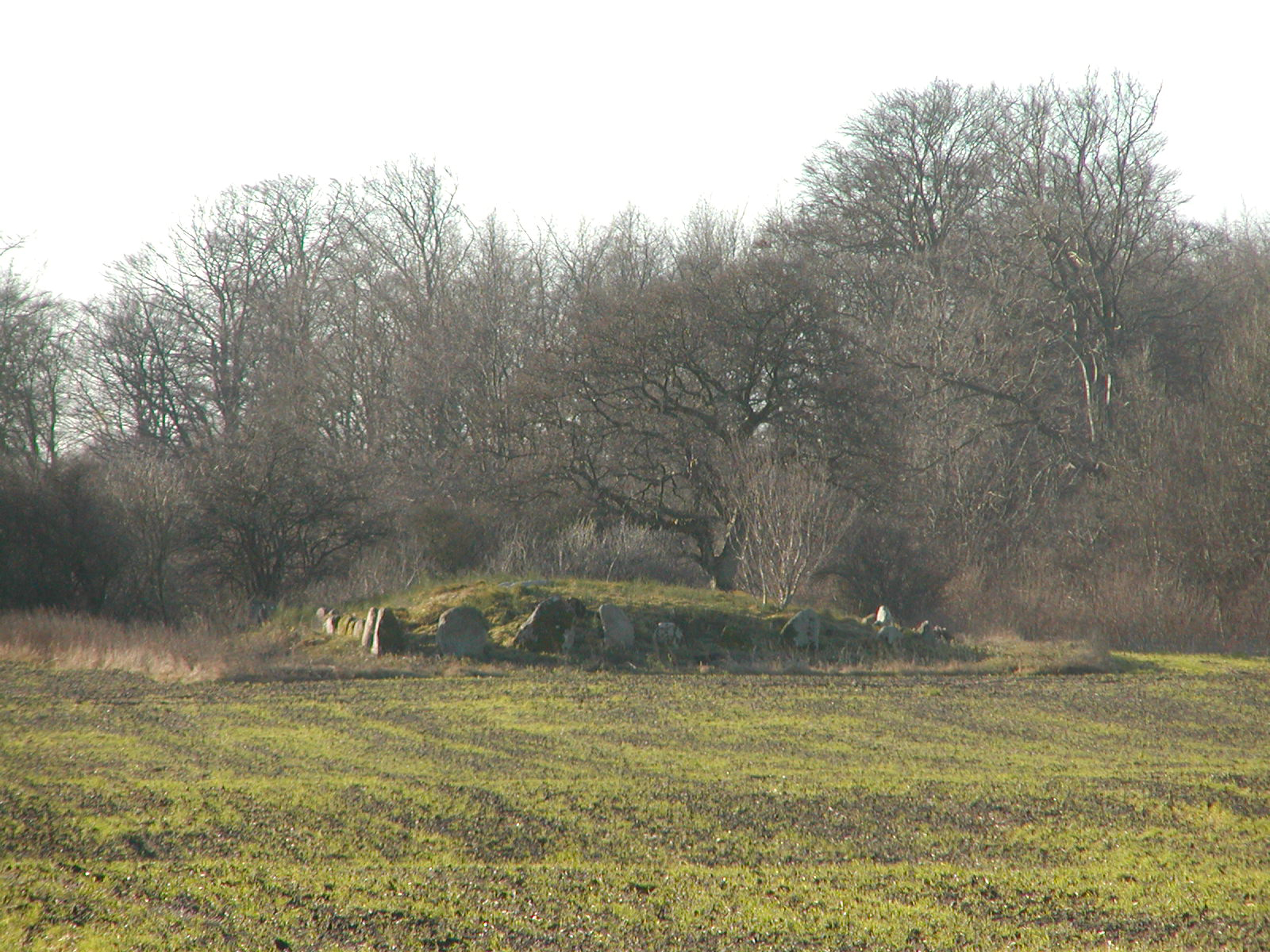
Rokkesten

Das Großsteingrab Rokkesten (früher auch Kjeldsvangkilen oder Kong Kjelds Høj genannt) bei Hillerød, auf der dänischen Insel Seeland wurde 1855 von dem archäologisch interessierten König Frederik VII. ausgegraben. Während der Ausgrabung wurde festgestellt, dass der 12 – 14 Tonnen schwere Deckstein bewegt werden konnte, daher erhielt die Megalithanlage der Trichterbecherkultur (TBK), die zwischen 3500 und 2800 v. Chr. entstand, den Namen (Rokkesten = Wackelstein).
Das etwa 40,0 lange und mit 25,0 Meter Breite ungewöhnlich große Hünenbett mit einer vollständigen Randsteineinfassung ist eines der größten in Dänemark. Zwei kleine Kammern werden von einem großen Deckstein bedeckt. Diese Konstellation ist in jeder Beziehung einmalig und hat zu dem Wackelphänomen geführt. Jede Kammer besteht aus vier Tragsteinen. Am Südende des Hügels befinden sich kleinere Steine, die ebenfalls eine Kammer abdecken könnten, sie sind aber wahrscheinlich zu klein, um diese Funktion zu erfüllen.
Rokkesten heißt auch ein etwa 25 Tonnen schwerer Findling in den Paradisbakkerne auf Bornholm.